# Friedrich Bröhmer
Gottlieb Friedrich Bröhmer (* 11. April 1796 in Oberlind; † 22. April 1851 in Coburg) war ein deutscher Jurist und Politiker.

## Leben
Friedrich Bröhmer war ein Sohn eines Rechnungsbeamten, der bereits 1798 verstarb, worauf seine Mutter Rosine Barbara Bröhmer, geb. Zehner (1765–1825) mit seinen Geschwistern nach Coburg umzog. Dort erhielt er seinen ersten Unterricht in der Privatlehranstalt des späteren Schulrates Ehregott Johann Elieser Bagge (1788–1826). Anschließend besuchte er das örtliche Gymnasium und begann am 22. April 1815 ein Studium der Rechtswissenschaften an der Universität Göttingen, das er am 5. November 1817 erfolgreich abschloss.
Am 6. Januar 1819 erhielt er von dem Herzog Ernst von Sachsen-Coburg und Gotha das Prädikat eines Hofadvokaten zuerkannt. Im März 1830 wurde er zum Assessor mit Sitz und Stimme bei der herzoglichen Kammer ernannt und im gleichen Jahr als Justizrat in das Justizamt gewählt. 1837 erfolgte seine Berufung als Kammerrat nach Gotha und am 31. März 1839 wurde er als Assistenzrat nach Coburg in das Ministerium versetzt.
Am 29. Juli 1844 wurde er zum Staatsrat und am 2. Januar 1846 zum Geheimen Staatsrat ernannt.
1848 vertrat er als Regierungschef den Herzog Ernst II. von Sachsen-Coburg und Gotha für das Coburger Land, als dieser sich an den Kämpfen gegen Dänemark in Schleswig-Holstein beteiligte und als Sieger von Eckernförde ein Nationalheld wurde.
Als die Staatsregierungen von Sachsen-Coburg und Gotha ihren Beitritt zum Dreikönigsbündnis erklärten, bat er, als Vorstand der coburgischen Abteilung des Staatsministeriums, umgehend um seine Entlassung, weil er zuvor das Land auf die Paulskirchenverfassung (siehe auch Note der Achtundzwanzig) verpflichtet hatte.

## Ehrungen
Am 17. August 1827 erteilte ihm die Stadt Coburg das Ehrenbürgerrecht.